# Podolí (powiat Uherské Hradiště)
Podolí – gmina w Czechach, w powiecie Uherské Hradiště, w kraju zlińskim. Według danych z dnia 1 stycznia 2012 liczyła 852 mieszkańców.
Zobacz też:
- Podolí